# 九十九王子 (泉佐野市)
本項目では、大阪府泉佐野市内に所在する九十九王子（くじゅうくおうじ）について述べる。

## 九十九王子とは
詳細は九十九王子を参照
九十九王子（くじゅうくおうじ）とは、熊野古道、特に紀伊路沿いに在する神社のうち、主に12世紀から13世紀にかけて、皇族・貴人の熊野詣に際して先達をつとめた熊野修験の手で急速に組織された一群の神社をいい、参詣者の守護が祈願された。
しかしながら、承久3年（1221年）の承久の乱以降、京からの熊野詣が下火になり、そのルートであった紀伊路が衰退するとともに、荒廃と退転がすすんだ。室町時代以降、熊野詣がかつてのような卓越した地位を失うにつれ、この傾向はいっそう進み、近世紀州藩の手による顕彰も行なわれたものの、勢いをとどめるまでには至らなかった。さらに、明治以降の神道の国家神道化とそれに伴う合祀、市街化による廃絶などにより、旧社地が失われたり、比定地が不明になったものも多い。
本記事では、これら九十九王子のうち、比定地が大阪府泉佐野市内に推定される王子を扱う。

## 九十九王子
泉佐野市内の九十九王子は3社。さらに、詳細未詳の1社を挙げる。

### 鶴原王子
鶴原王子（つるはらおうじ）は九十九王子の16番目。貝田王子の別称でも知られる。
『泉州誌』『神祗史料』等の史料では、貝田社と加支田神社（泉佐野市鶴原）を同一視している。『泉佐野市史』には御幸記に鶴原王子の名で登場する旨の記述があるが、所在地の考定はない
- 所在地 泉佐野市貝田町

### 佐野王子

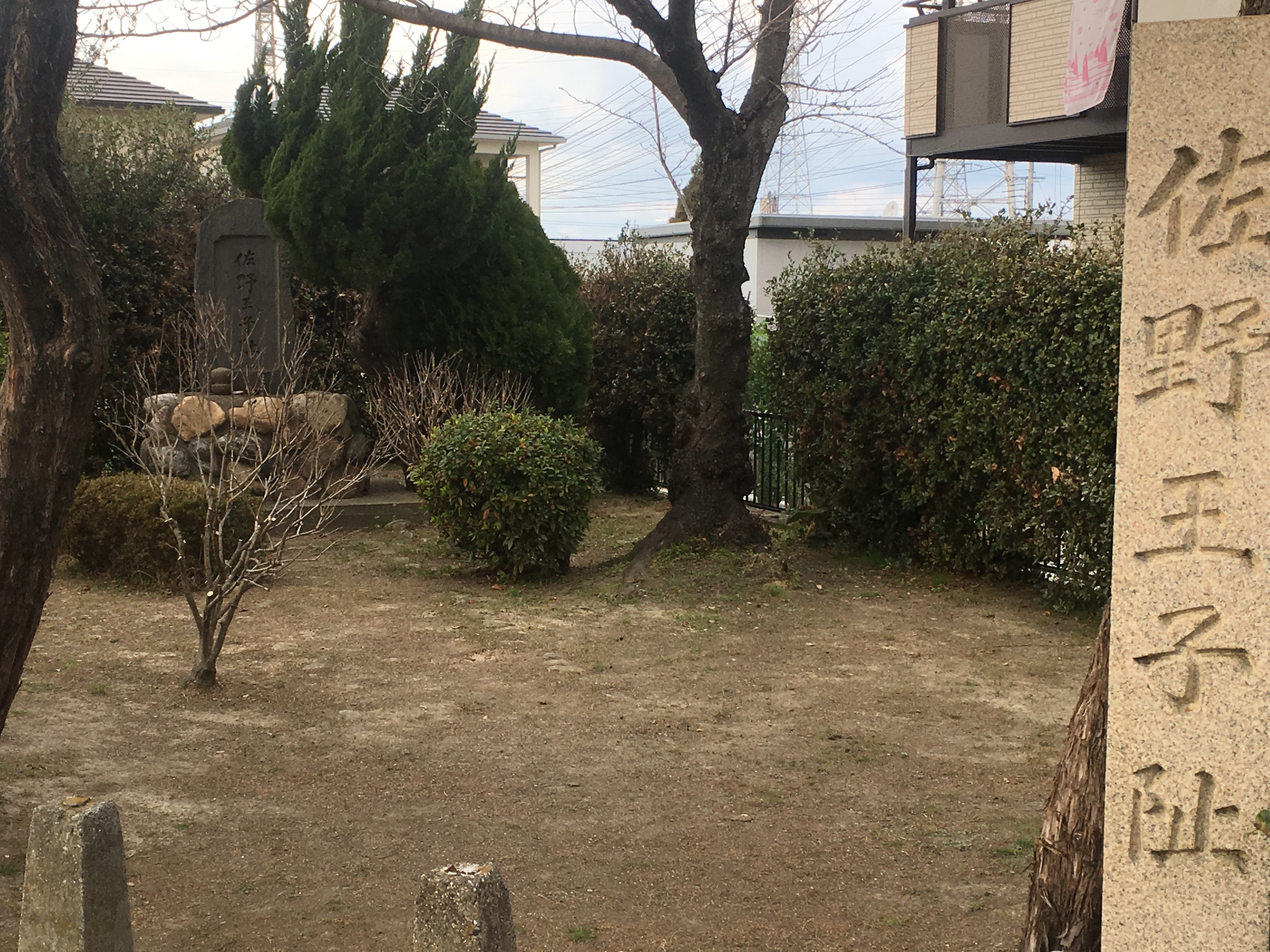
佐野王子跡の顕彰碑（大阪府泉佐野市上町１丁目）

佐野王子（さのおうじ）は九十九王子の17番目。1201年（建仁元年）、『後鳥羽院熊野御幸記』初出。1908年（明治41年）春日神社（泉佐野市春日町）に合祀され廃絶。47年（昭和22年）府史跡に指定。

#### 歴史
藤原定家の『後鳥羽院熊野御幸記』に、1201年（建仁元年）10月7日、後鳥羽上皇の御参詣が記されており、由緒正しい場所であった。1908年（明治41年）、神仏合祀により総社となる春日神社（泉佐野市春日町）に合祀され廃絶する。その後は長らく空き地となった。

#### 現在（佐野王子跡）
現在、比定地と推定されている場所には顕彰碑があるが、これは1945年（昭和20年）4月に建てられたものである。2年後の1947年（昭和22年）4月9日に大阪府古文化紀念物等保存顕彰規則により、記念物、史跡として大阪府指定文化財に指定された。なお、所有者は総社である合祀先の春日神社である。
大阪府古文化紀念物等保存顕彰規則第４条により、入口周辺に標識が設置されている。

#### アクセス
最寄り駅：南海泉佐野駅より徒歩12分
- 所在地 （字今王子）[2]→中庄村→日根郡北中通村→泉南郡北中通村→泉南郡佐野町→（現）泉佐野市上町１丁目１２

### 籾井王子
籾井王子（もみいおうじ）は九十九王子の18番目。1915年（大正4年）、日枝神社（泉佐野市南中樫井）に合祀され廃絶する。
比定地には自動車販売・整備会社の社屋が建ち、その裏手の個人宅内に顕彰碑が建てられている（見学可能）。
『泉州誌』には樫居王子、『和泉誌』には籾井王子の記載がある。大阪府の史蹟名勝指定にあたっての考定によれば、『和泉誌』の籾井の表記は誤転記であり、本来は樫の邦字であるとしている。
- 所在地 泉佐野市南中樫井

## 日根王子
日根王子（ひねおうじ）は、藤原為房の参詣記（永保元年、1081年）に記録があり、社殿・堂があったことが伝えられている王子。史料上で確認できる紀伊路でおそらくは最古の王子だが、これを最後に記録が途絶えている。建長2年（1250年）の後嵯峨院の第1回御幸の頃には廃絶していたようであり、比定地も和泉国日根郡日根郷にあったと推定されるにとどまり、詳細は定かではない。そのため、本項では番外として扱う。